# Soudeilles
 Soudeilles  (en occitano Sodelhas) es una comuna y población de Francia, en la región de Lemosín, departamento de Corrèze, en el distrito de Ussel y cantón de Meymac.
Su población en el censo de 2008 era de 288 habitantes.
Está integrada en la Communauté de communes de Ventadour.

## Demografía
| 378 | 331 | 315 | 299 | 289 | 272 | 288 |
| Para los censos de 1962 a 1999 la población legal corresponde a la población sin duplicidades (Fuente: INSEE [Consultar]) |     |     |     |     |     |     |